# カーモデリングマニュアル
『カーモデリングマニュアル』は不定期に刊行される日本の自動車模型を扱った雑誌である。ホビージャパン発行。

## 概要
プラモデルの自動車を扱った雑誌で毎回テーマに沿った作例が掲載される。刊行間隔が他誌と比較して長いので時間をかけて編集されている。国産車から外車まで幅広く扱う。

## 内容
初心者からベテランまでを対象としている。様々な作り方や実車の写真が掲載される。いわゆる“スーパーカー世代”を対象としたコーナーもある。表題にモデリングマニュアルとあるように作例の製作過程が詳しく掲載される。